# Аббаси, Ферейдун
Ферейдун Аббаси-Давани (перс. فریدون عباسی دوانی‎; 11 июля 1958, Абадан — 13 июня 2025, Тегеран) — иранский физик-ядерщик, политик и бригадный генерал КСИР. Возглавлял Организацию по атомной энергии Ирана (2011—2013), был депутатом парламента (2020—2024) от города Казерун.

## Образование и карьера
Окончил Университет Шахида Бехешти по специальности «ядерная физика». Служил в КСИР, участвовал в ирано-иракской войне. Работал в Институте прикладной физики, связанном с ядерной программой Ирана.

## Попытка покушения
29 ноября 2010 года пережил покушение в Тегеране: к его автомобилю была прикреплена взрывчатка, в результате чего он и его жена получили ранения.

## Политическая деятельность
В 2011 году назначен главой Организации по атомной энергии Ирана. В 2012 году признал, что Иран намеренно вводил в заблуждение МАГАТЭ относительно своей ядерной программы. В 2020 году избран в парламент, где выступал за развитие ядерной программы и возможное создание ядерного оружия при соответствующем приказе.

## Санкции и ограничения
В 2007 году включён в санкционный список Совета Безопасности ООН. В 2012 году попал под санкции США, а в 2023 году — под санкции ЕС.

## Гибель
13 июня 2025 года погиб в результате израильского авиаудара по Тегерану, направленного против иранской ядерной инфраструктуры и военного руководства.